# Livedea, Ialomița
Livedea este un sat în comuna Sinești din județul Ialomița, Muntenia, România.